# کوروکه پان
کُورُوکِه پان (به ژاپنی: コロッケパン)، یکی از انواع غذاهای مکمل نانی در کشور ژاپن است. در این نوع نان کوروکه در داخل انواع مختلف نان مانند نان هات‌داگ، نان همبرگر یا نان غذا قرار داده می‌شود.  